# Abraham Desta
Abraham Desta (* 21. März 1951 in Meda-Sebea, Äthiopien) ist Bischof und Apostolischer Vikar von Meki in Äthiopien.

## Leben
Abraham Desta studierte am Priesterseminar der Diözese Adigrat und wurde am 20. April 1980 in Adigrat zum Diözesanpriester geweiht. Nach der Priesterweihe studierte er an einer Jesuitenschule in Irland und erhielt das Lizentiat für Dogmatik, Theologie und Gemeindepastoral. Nach seiner Rückkehr nahm er verschiedene Aufgaben wahr: er war zunächst neun Jahre Regens am Priesterseminar in Adigrat, es folgten die Verwendung als Sekretär des Bischofs von Adigrat und als Leiter der Seelsorge und Ausbildung junger Menschen. Hiernach folgte eine siebenjährige Tätigkeit als Direktor des katholischen Sekretariats der Diözese.
Unter gleichzeitiger Ernennung zum Titularbischof von  Horrea Aninici wurde er am 29. Januar 2003 zum Apostolischen Vikar von Meki berufen. Der Metropolit und Erzbischof von Addis Abeba Berhaneyesus Demerew Souraphiel CM weihte ihn am 10. Mai 2003 zum Bischof. Ihm assistierten die Bischöfe Kidane-Mariam Teklehaimanot von Adigrat und Woldetensaé Ghebreghiorghis von Harar.
Bischof Abraham Desta war Mitkonsekrator bei Theodorus van Ruijven zum Titularbischof von Utimma (Apostolischer Vikar von Nekemte). Seinen Arbeitsschwerpunkt legt der Bischof in den weiteren Ausbau der Römisch-Katholischen Kirche in Äthiopien und auf eine gute – gemeinsame – Zusammenarbeit aller pastoralen und geistlichen Mitarbeiter. Als weitere Schwerpunkte sieht er die soziale Verantwortung der Kirche, die Bildung, die Gesundheitsversorgung und die landwirtschaftliche Entwicklung.

## Zu Frauen in der Kirche
Neben den zuvor genannten Brennpunkten widmet er sich besonders den Frauen in der Kirche. Für ihn besteht kein Zweifel daran, „dass die Kirche den Frauen besonders verpflichtet ist“. Er glaubt, „dass durch theologische Ausbildung, Schulung im Kirchenrecht und der Christlichen Soziallehre die Frauen eine bessere Rolle spielen könnten“. Nach seinem Verständnis kann die „Frau als Katalysator zu den Veränderungen in Bezug auf Mütter dienen. Und sie kann ihre Fähigkeiten bei der Teilnahme an der Führung und den Entscheidungsprozessen auf allen Ebenen der Kirche einbringen“.
Siehe auch: Africae munus, nachsynodales Apostolisches Schreiben von 2011